# توشر آندروود
توشر آندروود (انگلیسی: Tosher Underwood; January 1878 – ۲۸ نوامبر ۱۹۶۰) بازیکن فوتبال اهل بریتانیا بود.
از باشگاه‌هایی که در آن بازی کرده‌است می‌توان به باشگاه فوتبال برنتفورد، باشگاه فوتبال لیتون اورینت، باشگاه فوتبال فولام، و باشگاه فوتبال گلوسوپ نورث اند اشاره کرد.